# 勐海隔距兰
勐海隔距兰（学名：Cleisostoma menghaiense）为兰科隔距兰属下的一个种。

## 扩展阅读
- 維基物種上的相關：勐海隔距兰